# Henri Pescarolo
Henri Pescarolo, francoski dirkač Formule 1, * 25. september 1942, Pariz, Francija.
Henri Pescarolo je upokojeni francoski dirkač Formule 1. Debitiral je v sezoni 1968, ko je dobil priložnost le na dveh dirkah. Prve točke je osvojil v sezoni 1970 kar s tretjem mestom na Veliki nagradi Monaka, kar je ostal njegov največji uspeh kariere. V tej sezoni je še trikrat osvojil točke, v naslednji sezoni 1971 dvakrat, nato pa v sezonah 1972, 1973, 1974 in 1976 ni nikoli več uspelo priti do točk. Po koncu sezone 1976 se je upokojil. V letih 1972, 1973, 1974 in 1984 je zmagal na dirki 24 ur Le Mansa.

## Popolni rezultati Formule 1
(legenda) (odebeljene dirke pomenijo najboljši štartni položaj, poševne pa najhitrejši krog, †-uvrščen kljub odstopu)
| Leto | Moštvo                        | Šasija            | Motor               | 1      | 2       | 3      | 4       | 5       | 6       | 7       | 8       | 9       | 10      | 11      | 12     | 13      | 14     | 15     | 16  | Prv | Toč |
| ---- | ----------------------------- | ----------------- | ------------------- | ------ | ------- | ------ | ------- | ------- | ------- | ------- | ------- | ------- | ------- | ------- | ------ | ------- | ------ | ------ | --- | --- | --- |
| 1968 | Matra Sports                  | Matra MS11        | Matra V12           | JAR    | ŠPA     | MON    | BEL     | NIZ     | FRA     | VB      | NEM     | ITA     | KAN Ret | ZDA DNS | MEH 9  |         |        |        |     | -   | 0   |
| 1969 | Matra Sports                  | Matra MS7 (F2)    | Cosworth Straight-4 | JAR    | ŠPA     | MON    | NIZ     | FRA     | VB      | NEM 5   | ITA     | KAN     | ZDA     | MEH     |        |         |        |        |     | -   | 0   |
| 1970 | Equipe Matra Elf              | Matra-Simca MS120 | Matra V12           | JAR 7  | ŠPA Ret | MON 3  | BEL 6   | NIZ 8   | FRA 5   | VB Ret  | NEM 6   | AVT 14  | ITA Ret | KAN 7   | ZDA 8  | MEH 9   |        |        |     | 12. | 8   |
| 1971 | Frank Williams Racing Cars    | March 701         | Cosworth V8         | JAR 11 |         |        |         |         |         |         |         |         |         |         |        |         |        |        |     | 17. | 4   |
| 1971 | Frank Williams Racing Cars    | March 711         | Cosworth V8         |        | ŠPA Ret | MON 8  | NIZ 13  | FRA Ret | VB 4    | NEM Ret | AVT 6   | ITA Ret | KAN DNS | ZDA Ret |        |         |        |        |     | 17. | 4   |
| 1972 | Team Williams-Motul           | March 721         | Cosworth V8         | ARG 8  | JAR 11  | ŠPA 11 | MON Ret | BEL NC  | FRA DNS |         | NEM Ret | AVT DNS | ITA DNQ | KAN 13  | ZDA 14 |         |        |        |     | -   | 0   |
| 1972 | Team Williams-Motul           | Politoys FX3      | Cosworth V8         |        |         |        |         |         |         | VB Ret  |         |         |         |         |        |         |        |        |     | -   | 0   |
| 1973 | STP March Racing Team         | March 721G/731    | Cosworth V8         | ARG    | BRA     | JAR    | ŠPA 8   | BEL     | MON     | ŠVE     |         |         |         |         |        |         |        |        |     | -   | 0   |
| 1973 | Frank Williams Racing Cars    | Iso-Williams 1R   | Cosworth V8         |        |         |        |         |         |         |         | FRA Ret | VB      | NIZ     | NEM 10  | AVT    | ITA     | KAN    | ZDA    |     | -   | 0   |
| 1974 | Motul Team BRM                | BRM P160E         | BRM V12             | ARG 9  | BRA 14  | JAR 18 | ŠPA 12  | BEL Ret | MON Ret |         | NIZ Ret |         |         |         |        |         |        |        |     | -   | 0   |
| 1974 | Motul Team BRM                | BRM P201          | BRM V12             |        |         |        |         |         |         | ŠVE Ret |         | FRA Ret | VB Ret  | NEM 10  | AVT    | ITA Ret | KAN    | ZDA    |     | -   | 0   |
| 1976 | Team Norev / B&S Fabrications | Surtees TS19      | Cosworth V8         | BRA    | JAR     | ZZDA   | ŠPA     | BEL     | MON DNQ | ŠVE     | FRA Ret | VB Ret  | NEM DNQ | AVT 9   | NIZ 11 | ITA 17  | KAN 19 | ZDA NC | JAP | -   | 0   |